# オスカー像

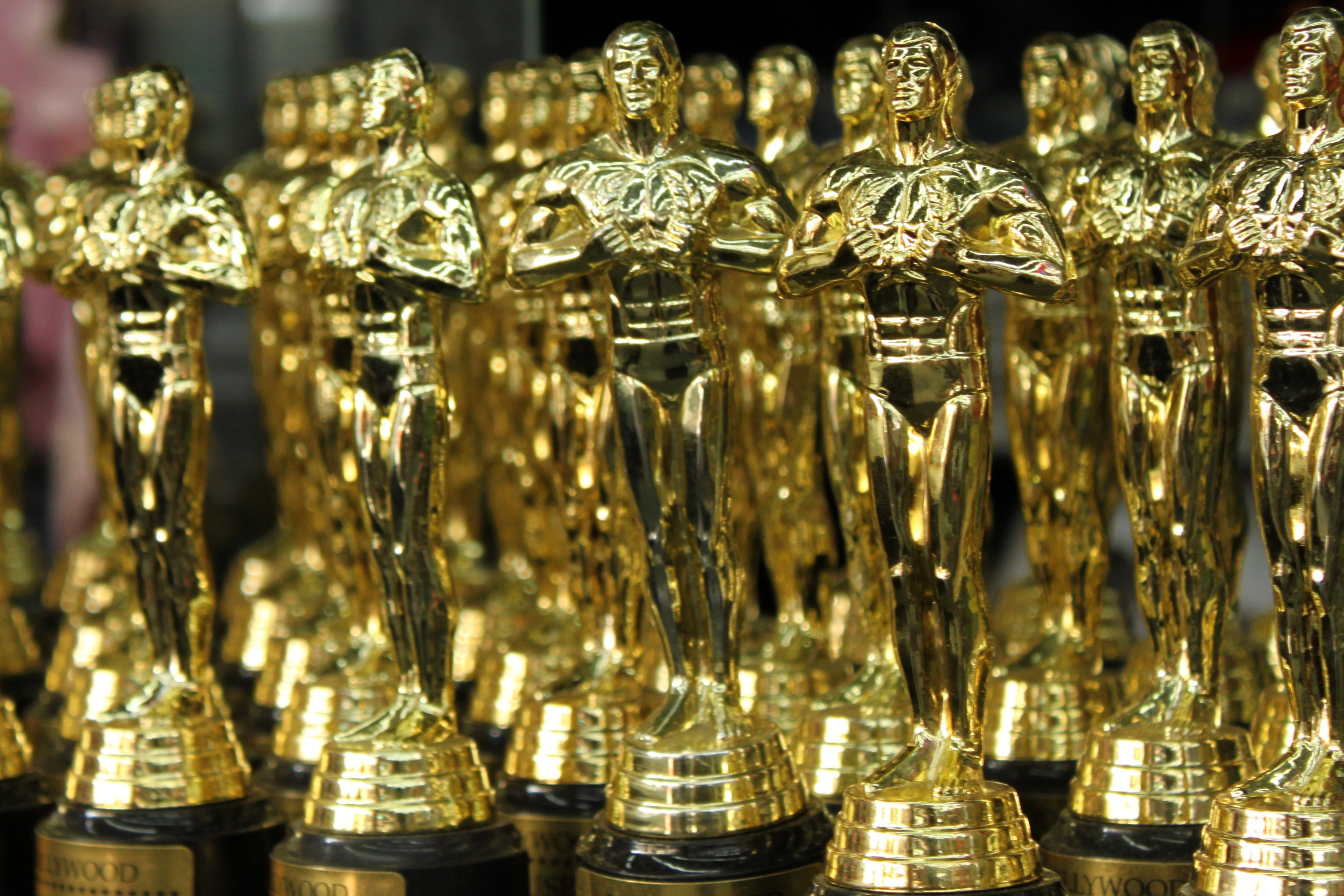
オスカー像のレプリカ

オスカー像（オスカーぞう、英: Oscar Statuette）は、アカデミー賞の副賞で、裸の男性の立像である。
アカデミー賞各賞の受賞の際に、刻印され贈呈されている。

## 名称
正式名称はAcademy Award of Merit（アカデミー・アワード・オブ・メリット）。
オスカーとは、あくまでも愛称であるが、授賞式の前に「Who's going home with Oscar?」（オスカーと家に帰るのは誰なのでしょうか?）とレポーターが喋ったり、各賞発表の際にプレゼンターが最近の決まり文句として「And, the Oscar goes to...」と言ったり、アカデミー賞を獲得する事を「オスカーを獲得した」など、ほぼ公式な名称と呼んでも差し支えないほどに定着している。

## デザイン

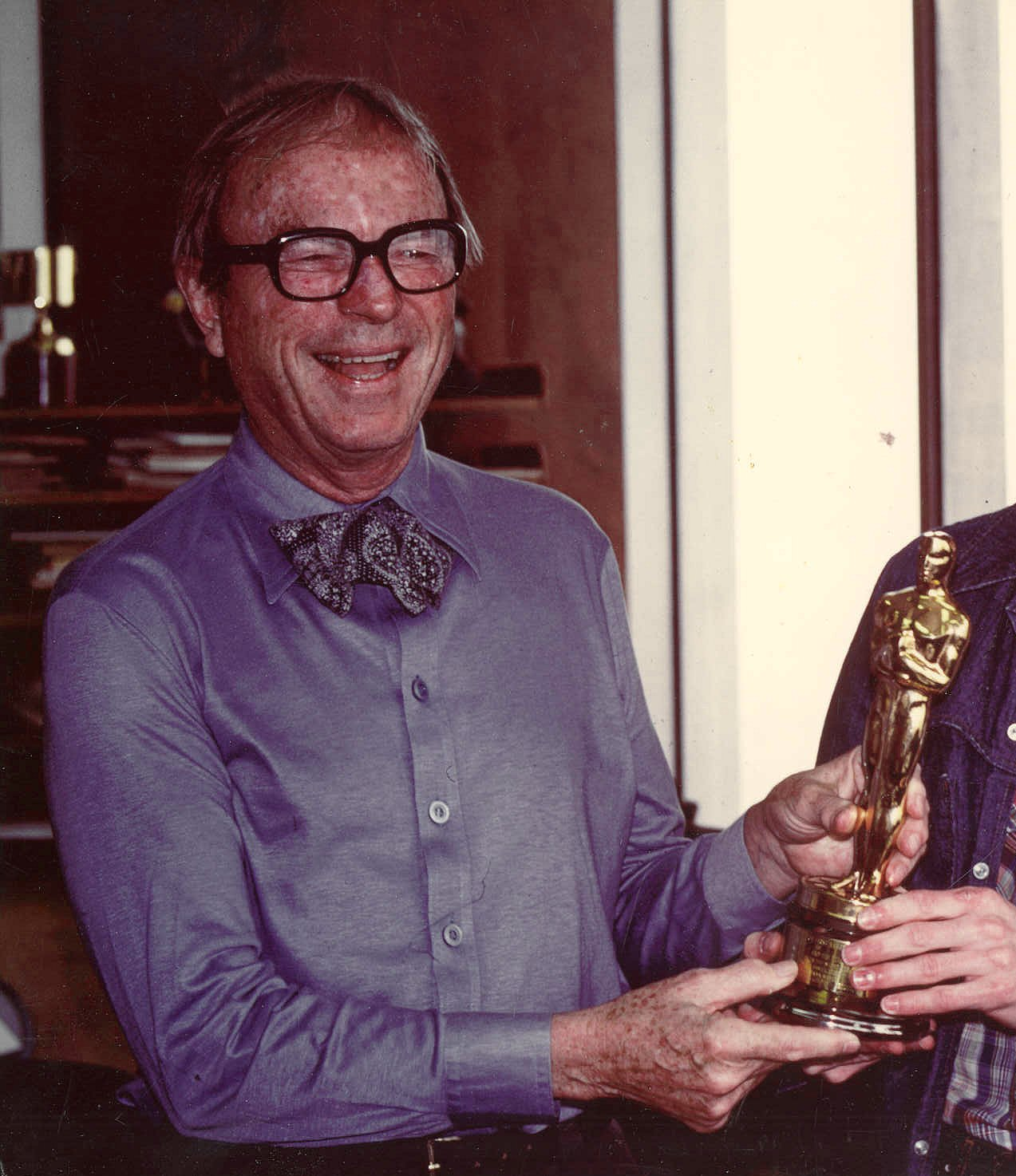
メトロ・ゴールドウィン・メイヤー社に勤務していたチャック・ジョーンズ（1978年）。オスカー像を持っている。

デザインはメトロ・ゴールドウィン・メイヤー社（MGM）の美術監督だったセドリック・ギボンズ。足元にフィルムのリール、十字軍の剣を持った騎士をアール・デコ様式で表現している。一説によると会議中に殴り書きしたスケッチが原画となったという。
モデルはメキシコ人俳優エミリオ・フェルナンデスというのが定説である。メキシコ革命後に不法に米国に渡った移民だという。

## 製作
像はシカゴ所在のR・S・オーエン社が主宰者から受託を受けて生産している。像は台座を含め全高34.3cm、重さ3.86kg。92.5%の錫と7.5%の銅の合金で出来ており、上から24金メッキが施されている。第二次世界大戦中は石膏で塑像されていた。そのため、大変壊れやすく、第17回で助演男優賞を受賞したバリー・フィツジェラルドは自宅でゴルフクラブを振って練習をしていたところ、誤って近くにあったオスカーに命中し割ってしまったというエピソードが残っている。

## 由来
「オスカー」という名称が登場する最も古い記録は、1934年に開催された第6回授賞式の報道である。呼称の由来については諸説あるが、どれも明確な根拠がなく現在もはっきりとしていない。映画芸術科学アカデミーが公式に使い始めたのは1939年だという。
由来については下記の3つが最も有力とされる。
オスカーおじさん説
アカデミー賞事務局のマーガレット・ヘリック局員が事務局に届いた像を見て、『自分のおじさんのオスカーにそっくりだ』と言ったことが広まったという説。ただし記録が残っているわけではない。オスカーという呼称は下記のスコルスキー説より以前からあったという説も根強く、その代表的なエピソードとされる。
スコルスキー説
第6回授賞式でオスカーの名を初めて文字に残したジャーナリストのシドニー・スコルスキー自身が考えたという説。彼が書いた「オスカー君はヘプバーン（キャサリン・ヘプバーン）へ」と書いた記事が最古とされる。このオスカーの語源について、スコルスキーは、自身が大好きだったとある大衆舞台劇で、キャストが劇中、舞台下でバンドを指揮して劇の音楽を生演奏している指揮者オスカーに向かって「おい、ところで葉巻でもやるか？オスカー」と突然話しかけ曲を脱線させて笑いをとるネタから名前を取ったという。なぜオスカーなのかという理由についてスコルスキーは、「かねてアカデミー賞のお高くとまった印象を快く思っていなかったので、せめて人間らしい印象で扱ってやろうと思った」と述懐。
ベティ・デイヴィス説
女優のベティ・デイヴィスが1936年に、『青春の抗議』で初の主演女優賞（第8回）を受賞した際、客席にいた夫（当時）のハモン・オスカー・ネルソンに向かって、「オスカー、やったわよ！」と叫んだことから広まったという説。あるいはトロフィーの後ろ姿が、夫のハモン・オスカー・ネルソンの後ろ姿にそっくりなことについて仲間内と談笑したことに端を発し、やがて業界の隠語として広まったものが一般化したという説。1934年の新聞などに既にオスカーの名称が登場していることから、現在では最も信憑性は薄いとされる。

## エピソード
- 第1回（1927年/1928年）に主演男優賞を受賞したドイツ人のエミール・ヤニングスは、帰国後はその栄誉からヒトラーに気に入られたが、終戦後戦犯として米軍に捕らわれそうになり、米兵に賞楯を見せ親近感を得て難を逃れた。
- 第10回（1937年）の授賞式で、仕事で式典を欠席していた助演女優賞受賞者のアリス・ブラディの代理人を名乗る男が壇上で像を受け取った。しかし、この男はブラディとは無関係で、そのまま像は持ち去られてしまったという。
- 第10回、『我は海の子』で主演男優賞を受賞したスペンサー・トレイシーが受賞した像は、「ディック・トレイシー」と名前が間違って彫られていた。ディック・トレイシーとは、当時の人気コミックの刑事の名前。
- 第17回（1944年）に助演男優賞を受賞したバリー・フィッツジェラルドは、自宅でゴルフの練習中に誤って像を打ってしまい破損してしまった（当時は戦時中で石膏製だった）。
- 第34回（1961年）に主演女優賞を受賞したソフィア・ローレンは、像が盗難に遭い再製作を依頼したが、制作費として60ドルが請求された。
- 第52回（1979年）に主演男優賞を受賞したダスティン・ホフマンは、受賞スピーチで開口一番、「この像には性器が付いていない」と発言し、会場を沸かせた。
  - 第90回（2017年）の司会のジミー・キンメルも、オープニングスピーチでオスカー像が愛される理由としてセクハラ問題に絡めて同様の発言をし、会場を喝采させた[6][7]。
- 第63回（1990年）に助演女優賞を受賞したウーピー・ゴールドバーグが、後年オスカー像のクリーニングを製造元へ依頼し発送したが、配送途中で遺失。その後像はオンタリオ空港のゴミ捨て場に捨ててあったところを回収された。盗難か事故かは今以て明確にされていない。
- 第72回（1999年）では、完成したオスカー像55体が納品途中で盗難に遭うという前代未聞の事件が発生。犯人は配送業者であり、奪ったものの処分のしようがなく、ゴミ捨て場に捨てられていたことが判明。オスカー像52体はゴミ捨て場から直ちに回収された。残る3本は数年後にフロリダ州内で取引されていたことが発覚し回収された。
- 第90回（2017年）に主演女優賞を受賞したフランシス・マクドーマンドは、授賞式後の公式パーティーで像の盗難に遭ったが、容疑者は逮捕され像は本人の元に戻った[8]。
- 像の制作に当たっては粋な計らいがされる事が多く、ウォルト・ディズニーが「白雪姫」で受賞した時には足元に7人の小人の付いた像が贈られた。
- オスカー像は式典で授与される像以外にも別途製造元に発注すれば像を製作してくれる。第96回（2023年）の『君たちはどう生きるか』で長編アニメ映画賞を受賞したスタジオジブリは監督の宮崎駿用、プロデューサーの鈴木敏夫用、回覧用として計3体を発注している[9]。
- 受賞した俳優やフィルムメイカーが死去した場合は配偶者が、配偶者も死去している場合には最年長の子が所有者となるのが慣習である[10]。
- なお、オスカー像は受賞者から競売に出されて売られた事もあったが、アカデミー賞を選定している映画芸術科学アカデミーは1951年にノミネート対象者に対して、「もし受賞した場合は譲渡・売買を禁ず」と同意を取っている。売りに出されたオスカー像は全て1ドルでアカデミーに譲り渡さなければならない[5][10]。しかし、1950年以前の像は規定が適用されず、たびたび市場に出回った。
  - 1992年に第19回（1946年）を助演男優賞を受賞したハロルド・ラッセルのオスカー像は妻の医療費を工面するため競売にかけられ、65000ドルで売却された。
  - 第12回（1940年）の作品賞を受賞した『風と共に去りぬ』のオスカー像が1999年に競売に出され、マイケル・ジャクソンが154万2450ドル（約1億6000万円）で落札した。死後、行方不明になっていると遺産管理者が公表した。
  - 映画監督のスティーヴン・スピルバーグもこれまでに3体のオスカー像を競売で落札したことがあるが、これは映画界の遺産が売買されることを防ぐためだという。1996年にはクラーク・ゲーブルの主演男優賞のオスカー、2002年にはベティ・デイビスの主演女優賞のオスカー2体を落札。いずれの像もアカデミーに寄付されている[5]。
  - 2011年3月1日に放送された『開運!なんでも鑑定団』（テレビ東京制作）において、第33回（1961年）を受賞した『スパルタカス』のオスカー像が鑑定に出された。鑑定の結果、本物と認められ、転売を禁じる前述の規定により「1ドル」の値が付く結果になってしまった。同番組において、日本円ではなく米ドルが鑑定額となった唯一の事例と見られる。